# Peter Hyams
Peter Hyams (* 26. Juli 1943 in New York City) ist ein US-amerikanischer Kameramann und Filmregisseur.

## Leben
Der Sohn des Broadway-Agenten Barry Hyams und seiner Frau Ruth begann im Alter von 17 Jahren ein Kunst- und Musikstudium an der Syracuse University und machte sich einen Namen als Jazz-Schlagzeuger. Er spielte u. a. mit Bill Evans und Maynard Ferguson in New Yorker Nachtclubs. Nach seinem Studium arbeitete er zwischen 1964 und 1970 als Nachrichtensprecher beim Sender CBS. Diese Arbeit lag ihm nicht besonders, daher ging er nach Vietnam und drehte dort eine Kriegsdokumentation, der weitere Dokumentarfilme für das Fernsehen folgten.
1970 zog Hyams nach Los Angeles, wo er im folgenden Jahr sein Drehbuch für Tanja Baskin – Anruf genügt an die Filmgesellschaft Paramount Pictures verkaufte. Er produzierte die Verfilmung um ein Mädchen aus der Provinz, das in Chicago sein Glück machen will, mit Herbert Ross als Regisseur und Candice Bergen in der Hauptrolle. Es folgen weitere Produktionen für das Fernsehen, bis er 1974 mit Spur der Gewalt sein Debüt als Filmregisseur gab. Der Film erzählt die Geschichte eines Polizistenpaares, deren Idealismus im Laufe der Handlung schwindet.
Mit Unternehmen Capricorn drehte er einen vielbeachteten und kommerziell erfolgreichen Science-Fiction-Film über die erste bemannte Marslandung, welche aber nur vorgetäuscht ist und mit der die Öffentlichkeit hinters Licht geführt werden soll.
Es folgten der Actionfilm Das tödliche Dreieck mit Harrison Ford und der Weltraum-Western Outland – Planet der Verdammten mit Sean Connery. 1983 erschien Ein Richter sieht rot mit Michael Douglas.
Äußerst zwiespältig waren die Reaktionen auf die Verfilmung von 2010: Das Jahr, in dem wir Kontakt aufnehmen mit Roy Scheider in der Hauptrolle des Dr. Floyd. Der Film entstand nach einer Vorlage von Arthur C. Clarke, die er als Fortsetzung seines Romans 2001: Odyssee im Weltraum schrieb und an dessen Regisseur Stanley Kubrick sich Hyams messen lassen musste. In weiteren Filmen blieb Hyams dem Action-Genre treu. Presidio (ebenfalls mit Sean Connery), Narrow Margin – 12 Stunden Angst lieferten spannende Unterhaltung ohne Tiefgang. Timecop und Sudden Death trugen zur Bekanntheit von Jean-Claude Van Damme bei. Die Gesellschaftssatire Stay Tuned floppte hingegen. Die Produktionen Das Relikt und End of Days – Nacht ohne Morgen boten vor allem Spannung und visuelle Effekte, um deren Weiterentwicklung Hyams sich seit 2010 besonders bemüht hat.
Peter Hyams schreibt nicht nur für viele seiner Filme das Drehbuch selbst, als einziger Hollywood-Topregisseur ist er auch fast immer sein eigener Kameramann.
In vielen Filmen von Peter Hyams heißt einer der Nebencharaktere Spota – fast immer ein Bösewicht. Der Name geht auf den Geburtsnamen seiner Frau zurück, mit der Hyams seit 1964 verheiratet ist und in Los Angeles wohnt.
Ihr gemeinsamer Sohn John Hyams ist als Regisseur und Produzent im Filmgeschäft tätig. Bei dessen Film Universal Soldier: Regeneration übernahm Peter Hyams die Funktion des Kameramanns. Sein Sohn wiederum war 2013 bei Hyams' Enemies Closer für den Schnitt verantwortlich.

## Filmografie (Auswahl)
- 1971: Tanja Baskin – Anruf genügt (T.R. Baskin; nur als Produzent)
- 1972: Rolling Man (Fernsehfilm)
- 1972: Ein Koffer für das Syndikat (Fernsehfilm)
- 1974: Spur der Gewalt (Busting)
- 1974: Our Time
- 1975: Die falsche Schwester
- 1978: Unternehmen Capricorn (Capricorn One)
- 1979: Das tödliche Dreieck (Hanover Street)
- 1981: Outland – Planet der Verdammten (Outland)
- 1983: Ein Richter sieht rot (The Star Chamber)
- 1984: 2010: Das Jahr, in dem wir Kontakt aufnehmen (2010: The Year We Make Contact)
- 1986: Diese zwei sind nicht zu fassen (Running Scared)
- 1988: Presidio (The Presidio)
- 1990: Narrow Margin – 12 Stunden Angst (Narrow Margin)
- 1992: Stay Tuned
- 1994: Timecop
- 1995: Sudden Death
- 1997: Das Relikt (The Relic)
- 1999: End of Days – Nacht ohne Morgen (End of Days)
- 2001: The Musketeer
- 2005: A Sound of Thunder
- 2009: Gegen jeden Zweifel (Beyond a Reasonable Doubt)
- 2013: Enemies Closer